# Ringe (redskabsgymnastik)
 For alternative betydninger, se Ringe (flertydig). (Se også artikler, som begynder med Ringe)
Ringe er en øvelse i herrernes redskabsgymnastik. Gymnasten skal udføre en række øvelser – heriblandt mindst to håndstande.
Ringene hænger 2,55 meter over gulvet.